# Izimje
Izimje is een plaats in de gemeente Jastrebarsko in de Kroatische provincie Zagreb. De plaats telt 246 inwoners (2001).